# Bomolochus constrictus
Bomolochus constrictus är en kräftdjursart. Bomolochus constrictus ingår i släktet Bomolochus och familjen Bomolochidae. Inga underarter finns listade i Catalogue of Life.